# Uitwendige (topologie)

Punt ligt uitwendig van de lichtgroene figuur.

In de topologie is het uitwendige van een deelverzameling {\displaystyle S} van een topologische ruimte {\displaystyle X} de vereniging van alle open verzamelingen van {\displaystyle X} die disjunct zijn met {\displaystyle S}. Het uitwendige is zelf een open verzameling en is disjunct met {\displaystyle S}. Het uitwendige van {\displaystyle S} wordt aangegeven door {\displaystyle \ {\text{ext}}\ S\ } of {\displaystyle \ S^{e}\ }.
Anders geformuleerd: Het uitwendige is gelijk aan {\displaystyle X\setminus {\bar {S}}}, aan het complement van de afsluiting van {\displaystyle S} en aan het inwendige van het complement van {\displaystyle S} in {\displaystyle X}. 
Veel eigenschappen volgen op een logische manier uit de eigenschappen van de inwendige operator, zoals de onderstaande vier. 
- {\displaystyle {\text{ext}}(S)\ } is een open verzameling die disjunct is met {\displaystyle S}.
- {\displaystyle {\text{ext}}(S)\ } is de vereniging van alle open verzamelingen die disjunct zijn met {\displaystyle S}.
- {\displaystyle {\text{ext}}(S)\ } is de grootste open verzameling die disjunct is met {\displaystyle S}.
- Als {\displaystyle S} een deelverzameling is van {\displaystyle T}, dan is {\displaystyle {\text{ext}}(T)\ } een deelverzameling van {\displaystyle {\text{ext}}(S)\ }.

In tegenstelling tot de bewerking die neerkomt op het bepalen van het inwendige van een gegeven verzameling, is {\displaystyle \ {\text{ext}}\ } niet idempotent, maar wel geldt dat {\displaystyle {\text{int(}}S)} een deelverzameling is van {\displaystyle {\text{ext(ext(}}S))}.